# Стародавній Ліньцзи

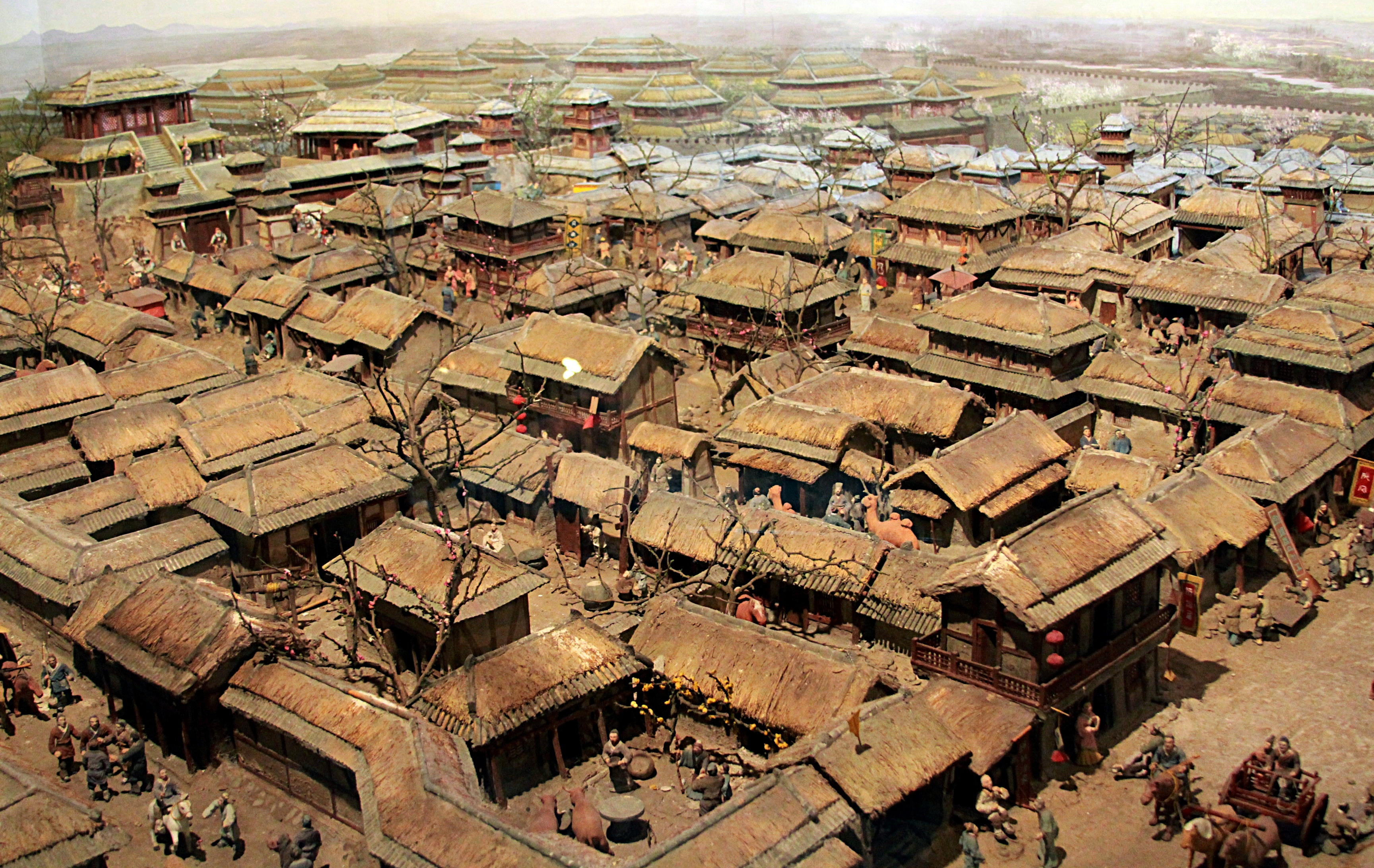
Модель стародавнього Ліньцзи

Ліньцзи (临淄, на території сучасного району Ліньцзи міського округу Цзибо, провінція Шаньдун) — столиця царства Ци, місцезнаходження Академії Цзися, одне з найбагатших міст свого часу.
Населення Ліньцзи близько 650 р. до н. е. становило близько 200 тис. осіб.
Захоплення Ліньцзи Цінь Шихуаном у 221 році до н. е. поклало кінець доімперській епосі в історії Китаю.